# 马存
马存（9世纪—940年），马楚武穆王马殷之弟，马元丰第三子。
马存跟随马殷征讨，官至永州刺史。开平年间，静江军节度使李琼死后，马殷命马存知桂州事，后来马殷开天策府，以马存为右相。领永顺军节度使，送马殷之女马氏到岭南南汉。后来攻打南吴上高俘获有功，天福五年（940年）三月去世。